# Maurice Chaudière
 (octobre 2015).
Si vous disposez d'ouvrages ou d'articles de référence ou si vous connaissez des sites web de qualité traitant du thème abordé ici, merci de compléter l'article en donnant les références utiles à sa vérifiabilité et en les liant à la section « Notes et références ».
Maurice Chaudière, né en 1928, est un poète, philosophe, écrivain, apiculteur, arboriculteur et sculpteur.
Passionné des abeilles, il est apprécié des apiculteurs par son approche de leur mode de vie.

## Sa contribution
Il propose une alternative à l'apiculture par l'usage de ruche et du principe d'élevage expérimenté et détaillé dans ses écrits (Apiculture Alternative).
Son dernier livre traite de la greffe et des possibilités de développer des arbres fruitiers dans de nombreux milieux naturels qui leur sont a-priori inhospitaliers.